# Стојан Рибарац
Стојан Д. Рибарац (Свилајнац, 6. фебруар 1855 — Београд, 3. август 1922) је био српски политичар.

## Биографија
По завршеном Правном факултету у Београду, кратко време био је у државној служби, а кад су га напредњаци отпустили 1880, положио је адвокатски испит и од 1882. био адвокат у Пожаревцу.
Припадао је Либералној странци, у којој је дуго био потпредседник Главног одбора и члан тзв. „адвокатске групе“, која је чинила једно крило странке. Од 1887. биран је за народног посланика пожаревачког округа. Као министар унутрашњих послова у влади Јована Авакумовића (од 1892), Рибарац је по њеном паду 1893, оптужен и стављен под суд због изборних насиља која су довела до крвопролића (Горачићи), али је после промењених политичких прилика 1894, поступак против њега обустављен.
Својим искључивим држањем подстакао је расцеп у Либералој странци 1895. године. После мајског преврата 1903, Рибарац је постао вођа реорганизоване Либералне странке (тзв. Националне странке). Био је министар правде у концентрационом кабинету Стојана Новаковића 1909. године.
Противио се у Скупштини споразуму са Бугарском 1912/13. и активно износио ставове о македонском питању. У Протићевом кабинету 1918—19, и 1920. је био министар трговине и индустрије.